# Сокотра (остров)
Соко́тра (араб. سقطرى ‎) — остров на северо-западе Индийского океана, расположенный между проливом Гуардафуи и Аравийским морем. Является крупнейшим из четырёх островов одноимённого архипелага Сокотра. Территория находится недалеко от основных морских торговых путей и официально принадлежит Йемену, долгое время он был в составе мухафазы Аден. В 2004 году остров был передан мухафазе Хадрамаут, которая находится гораздо ближе к острову, чем Аден (хотя ближайшей мухафазой была мухафаза Эль-Махра).
Остров Сокотра составляет около 95 % суши архипелага Сокотра. Он расположен в 380 километрах к югу от Аравийского полуострова. В то время как политически это часть Йемена находящегося на Аравийском полуострове и, следовательно, является частью Передней Азии, Сокотра и остальная часть архипелага являются микроконтинентом, который географически является частью Африки. Остров изолирован и является домом для большого числа эндемичных видов. До трети его растительного мира является эндемичным. Некоторые исследователи считают его самым необычным местом на Земле. Он имеет размеры 132 километра в длину и 49,7 километра в ширину. В 2008 году Сокотра была признана объектом Всемирного наследия ЮНЕСКО.
В 2013 году архипелаг стал самостоятельной мухафазой Сокотра. Главный город острова — Хадейбо (Хадибо) (фр. Hadiboh) на северном побережье. По данным переписи 2004 года, на острове жило 42 442 человека, в том числе 8545 человек — в Хадибо. Он является родиной сокотрийского языка.
В 2018 году Объединенные Арабские Эмираты вторглись на Сокотру и изгнали оттуда йеменских солдат. По состоянию на 14 мая 2018 года контроль Йемена над Сокотрой был полностью восстановлен.

## Этимология
Название «Сокотра» имеет греческое происхождение, которое происходит от названия южноаравийского племени, упоминаемого в сабейских и арамитских надписях как Дху-Шакурид (S³krd). Сокотра также может быть производным от санскритского «Двипа Сукхадара», что означает «остров блаженства».

## Физико-географические черты
Остров расположен у восточного выхода Аденского залива примерно в 250 км от полуострова Сомали, а также примерно в 350 км к югу от Аравийского полуострова. Длина острова составляет около 125 километров, а ширина до 45 километров с севера на юг. Площадь острова составляет 3625 км².
Наивысшая точка Сокотры — 1503 м (гора Машаниг, сок. مشنغ).
Сокотра это одна из самых изолированных форм рельефа на Земле континентального происхождения (то есть не вулканического происхождения). Архипелаг когда-то был частью суперконтинента Гондвана и отделился в эпоху миоцена в результате тех же рифтовых событий, которые открыли Аденский залив к северо-западу от него.
Остров находится в составе архипелага, состоящего из ещё трёх небольших островов Абд-эль-Кури, Самха и Дарса, а также небольших скалистых выступов, таких как Кайль Фирйон и Сабуни, которые непригодны для жизни людей, но важны для морских птиц.
Главный остров имеет три вида географического ландшафта: узкие прибрежные равнины, известняковое плато с карстовым рельефом и горы «Хаджир». Горы поднимаются на высоту до 1503 метра над уровнем моря.

### Климат
Климат тропический пустынный и полупустынный (Классификация климатов Кёппена: BWh и BSh) со среднегодовой температурой более 25 °C, с лёгкими осадками зимой, которые более обильны в горах внутри острова, чем на прибрежных равнинах. Годовое количество осадков невелико, но довольно равномерно распределено в течение всего года. Из-за орографического подъёма, обеспечиваемого внутренними горами, особенно во время северо-восточного муссона с октября по декабрь, самые высокие внутренние районы могут в среднем получать 800 мм осадков в год и более 250 мм осадков в месяц в течение ноября и декабря. Сезон юго-западных муссонов с июня по сентябрь типичны сильный ветер и высокие волны. На протяжении многих веков моряки Гуджарата называли морской путь близ Сокотры «Сикотро Синх», что означает «лев Сокотры, который постоянно рычит», имея в виду открытое море близ Сокотры.
В крайне необычном случае обычно засушливая западная сторона Сокотры получила более 410 мм осадков от циклона Чапала в ноябре 2015 года. Циклоны не так сильно влияют на остров, но в 2015 году циклон Мегх стал самым сильным и единственным крупным циклоном, обрушившимся на остров.
| Показатель                    | Янв. | Фев. | Март | Апр. | Май  | Июнь | Июль | Авг. | Сен. | Окт. | Нояб. | Дек. | Год  |
| ----------------------------- | ---- | ---- | ---- | ---- | ---- | ---- | ---- | ---- | ---- | ---- | ----- | ---- | ---- |
| Абсолютный максимум, °C       | 33,0 | 32,0 | 35,0 | 36,5 | 39,0 | 42,0 | 42,0 | 41,8 | 38,0 | 39,0 | 33,0  | 32,0 | 42,0 |
| Средний суточный максимум, °C | 27,4 | 27,9 | 29,5 | 31,8 | 34,3 | 33,7 | 32,5 | 32,5 | 32,5 | 30,9 | 29,7  | 28,3 | 31,1 |
| Средняя температура, °C       | 25,2 | 25,6 | 26,7 | 29,0 | 31,2 | 30,9 | 29,9 | 29,8 | 29,7 | 28,1 | 27,2  | 26,1 | 28,4 |
| Средний суточный минимум, °C  | 22,1 | 22,0 | 23,0 | 25,2 | 27,4 | 27,5 | 26,7 | 26,5 | 26,3 | 24,5 | 23,8  | 22,9 | 25,0 |
| Абсолютный минимум, °C        | 17,0 | 17,0 | 11,0 | 20,0 | 21,2 | 16,4 | 17,0 | 21,3 | 15,2 | 20,0 | 18,0  | 17,0 | 11,0 |
| Норма осадков, мм             | 23   | 18   | 14   | 22   | 37   | 18   | 12   | 15   | 27   | 38   | 18    | 16   | 258  |
| Источник: Climatebase         |      |      |      |      |      |      |      |      |      |      |       |      |      |

### Природа
В глубине острова и на горных склонах встречаются густые заросли большей частью эндемичной флоры и такая же эндемичная фауна. Сокотра считается жемчужиной биоразнообразия Аравийского моря. В 1990-х годах группа биологов из Организации Объединённых Наций провела исследование флоры и фауны архипелага. Она насчитала почти 700 эндемичных видов, не встречающихся больше нигде на земле; только Новая Зеландия, Гавайи, Новая Каледония и Галапагосские острова имеют бо́льшую численность эндемиков.

### Флора
Долгая изоляция архипелага Сокотра от материка в сочетании с жарким и засушливым климатом способствовали возникновению неповторимой эндемичной флоры. Некоторые части побережья окаймлены дюнами — самыми большими береговыми дюнами Земли. Ботанические полевые исследования, проведённые Центром ближневосточных растений, входящим в состав Королевского ботанического сада Эдинбурга, показывают, что 307 из 825 (37 %) видов растений на Сокотре являются эндемичными, то есть они не встречаются больше нигде на Земле. Вся эндемичная флора архипелага Сокотра была оценена как подходящая для включения в Красную книгу; в 2004 году тридцать видов растений были признаны редкими (три из них — находятся под угрозой исчезновения).
Одним из самых необычных растений Сокотры является драцена киноварно-красная (Dracaena cinnabari), которая представляет собой дерево с зонтиковидной кроной. Сокотра — родина драцены киноварно-красной, реликта мелового периода, древесная смола которого (драконова кровь) используется для приготовления природных лекарств и ладана. В древности смолянистый сок растения считался кровью древних драконов, и его добывали как краситель; сегодня его используют в качестве краски и лака. Ценными в древние времена были также различные эндемичные алоэ Сокотры, используемые в медицине и для косметики. Среди эндемиков острова описано несколько видов из трибы Стапеливые (Stapelieae). Другие примечательные эндемичные растения включают дорстению гигантскую (Dorstenia gigas) из семейства тутовых, дендросициос сокотранский (Dendrosicyos socotrana) — одно из немногих древовидных растений семейства тыквенных; гранат сокотранский (Punica protopunica), босвеллию сокотранскую (Boswellia socotrana) из бурзеровых, зигокарпум синецветный (Zygocarpum caeruleum) из бобовых и алоэ Перри (Aloe perryi).

### Фауна
Группа островов имеет богатую фауну, в том числе несколько эндемичных видов птиц, таких как сокотранский длиннохвостый скворец (Onychognathus frater), сокотранская нектарница (Chalcomitra balfouri), сокотранская овсянка (Emberiza socotrana), сокотрская цистикола (Cisticola haesitatus), сокотрский воробей (Passer insularis), золотокрылый вьюрок (Rhynchostruthus socotranus) и вид монотипического рода — инкана (Incana incana). Многие виды птиц находятся под угрозой исчезновения из-за хищничества неместных диких кошек. Рептилии составляют наиболее значимую часть фауны позвоночных Сокотры, насчитывающую 31 вид, с одним эндемичным млекопитающим и шестью эндемичными видами птиц (без земноводных).
Среди животных существует очень высокий уровень эндемичности как на уровне видов (29 из 31, 94 %), так и на уровне родов (5 из 12, 42 %). Если исключить два недавно интродуцированных вида, Hemidactylus robustus и Hemidactylus flaviviridis, все местные виды являются эндемичными.  На видовом уровне эндемичность может быть еще выше, поскольку филогенетические исследования выявили значительное скрытое разнообразие. К эндемичным видам рептилий относятся сцинки, безногие ящерицы и один вид хамелеона, Chamaeleo monachus. Есть много эндемичных беспозвоночных, в том числе несколько пауков (таких как паук-птицеед Monocentropus balfouri) и три вида пресноводных крабов из семейства Potamidae (Socotra pseudocardisoma и два вида в Сокотрапотамоне).
Как и во многих изолированных островных системах, летучие мыши — это единственные млекопитающие, обитающие на Сокотре. Сокотранская пипистрелла (Hypsugo lanzai) — единственный вид летучих мышей и млекопитающих в целом, который считается эндемичным для острова.
Коралловые рифы Сокотры разнообразны, в них много эндемичных видов. Сокотра также является одним из мест обитания кистоногой бабочки Bicyclus anynana.

### Окружающая среда
За две тысячи лет жизнедеятельности людей на островах окружающая среда медленно, но непрерывно менялась, и, по словам Джонатана Кингдона, «животные и растения, которые остались, представляют собой деградировавшую часть того, что когда-то существовало». В «Перипле Эритрейского моря» — греческом навигационном пособия I века нашей эры — рассказывается, что на острове водились крокодилы и крупные ящерицы, а нынешняя фауна рептилий, по-видимому, с тех пор значительно сократилась. Ещё несколько столетий назад на острове были реки и водно-болотные угодья, большие запасы эндемичных деревьев и обильные пастбища. Португальцы зафиксировали присутствие водяных буйволов в начале XVII века. Теперь на месте рек есть песчаные овраги, и многие местные растения выживают только там, где больше влаги или защиты от бродячего скота. Оставшейся сокотранской фауне сильно угрожают козы и другие интродуцированные виды.
В 2015 году, в результате гражданской войны на материковой части Йемена, Сокотра оказалась в экономической изоляции, а цены на топливный газ резко выросли, в результате чего жители стали использовать дрова для обогрева. В декабре 2018 года ОАЭ направили жителям Сокотры газообразное топливо для приготовления пищи, чтобы обуздать вырубку лесов для получения дров на топливо.
В 2003 году Сокотра вместе с другими островами архипелага была объявлена биосферным резерватом. Остров был признан ЮНЕСКО объектом всемирного природного наследия в июле 2008 года. Европейский союз поддержал такой шаг, призвав ЮНЕСКО и Международную организацию по охране окружающей среды отнести островной архипелаг к числу основных объектов экологического наследия.

## История
На острове Сокотра найдены орудия олдувайской культуры. Первые орудия из окремнелого сланца нашли в октябре 2009 года к востоку и западу от Хадибо.
Три тысячи лет назад начало действовать морское судоходство вдоль берегов Аравии и Северо-Восточной Африки, на пути которого находилась Сокотра. В первом тысячелетии до нашей эры Сокотра оказалась под властью правителей Хадрамаутского царства. Некоторые исследователи, такие как профессор Мухаммад Мегалломатис, полагают, что в этот период существовала йеменская региональная морская держава, доминировавшая в районе Аравии и Африканского Рога. В 330 году до нашей эры Александр Македонский по совету своего наставника Аристотеля, посылает отряд греков, земляков Аристотеля, для захвата Сокотры и обеспечения доступа к лучшему в мире алоэ. Греки вытесняют с острова индусов, называвших остров Двипа сукхадхара («остров блаженства») и называют его Диоскорида (ΔιοσκουρίΔου νῆσος) по ассоциации с прежним названием и в качестве посвящения его Диоскурам — братьям Кастору и Поллуксу, которые, в соответствии с греческой мифологией, покровительствовали мореплавателям. В I веке до нашей эры Диодор Сицилийский писал: «Сокотра является главным в мире поставщиком ладана и мирры. Остров является начальной точкой Аравийской „дороги благовоний“: отсюда драгоценные смолы и другие ценные товары морем доставляются в Аден и Кану» (древний хадрамаутский порт на аравийском побережье у подножья горы Хусн аль-Гураб).
В «Перипле Эритрейского моря», греческом навигационном пособии I века нашей эры, рассказывается о сокотрийцах, которые, по данным пособия, селятся в северной части Диоскориды. Это было смешанное население из аравийцев, индийцев и греков. Остров продолжал быть подвластным правителю Хадрамаута. Недавнее обнаружение текстов на нескольких языках, в том числе деревянной таблички в Пальмире, датированной III веком нашей эры, указывает на разное происхождение тех, кто использовал Сокотру в качестве торговой базы в древности.
В 2001 году группа бельгийских спелеологов из проекта Socotra Karst исследовала одну пещеру на острове. Там они наткнулись на большое количество надписей, рисунков и археологических предметов. Дальнейшее исследование показало, что они были оставлены моряками, посетившими остров между I веком до н. э. и VI веком н. э. Большинство текстов написано на индийском брахми; есть надписи на южноаравийском, греческом, пальмирском и бактрийском языках, а также надписи, выполненные эфиопским письмом. Этот корпус из почти 250 текстов и рисунков представляет собой один из основных источников для исследования торговых сетей в Индийском океане в то время.
В 52 году нашей эры жители острова были обращены в христианство апостолом Фомой, который потерпел кораблекрушение у берегов Сокотры во время своего путешествия в Индию. Он построил первую христианскую церковь острова из обломков своего корабля. В 582 году остров посетил Козьма Индикоплов, который свидетельствовал, что население Сокотры — это греки-христиане и их верховным пастырем является несторианский католикос Вавилона. В 880 году эфиопский экспедиционный корпус завоевал остров, после чего на нём был рукоположен монофизитский епископ. Позже эфиопы были вытеснены большой армадой, посланной имамом Аль-Салтом бен Маликом из Омана. Около 916 года Абу Зейд аль-Хасан бен Язид ас-Сирафи, один из первых арабских путешественников исламского времени, в своём повествовании «Мин ахбар ас-син ва-ль-хинд» («Из новостей Китая и Индии») пишет, что после победы Александра над Дарием Аристотель, состоявший в постоянной переписке с владыкой Македонии, посоветовал тому найти и захватить остров Сокотра, поскольку «на нём есть места, где растёт алоэ, важное лекарственное снадобье, без которого лекарство не может быть совершенным. Аристотель посоветовал вывезти с острова его жителей и поселить там греков, которые охраняли бы его и отправляли бы это снадобье в Сирию, Грецию и Египет. Александр выселил жителей с острова и послал туда группу греков. В то же время он приказал правителям провинций, которые со времени смерти Дария повиновались одному ему, заботиться об охране этого острова». Ас-Сирафи сообщает, что потомки тех греков, которые затем приняли христианство, живут на острове «до сего времени вместе с прочими [жителями острова]».
В X веке арабский географ Абу Мухаммад аль-Хамдани заявлял, что в его время подавляющее большинство жителей острова были христианами, а также, что: «Сокотрийцы — народ из всех племён Махры. Здесь есть 10 тысяч христианских воинов, возможно, монахов. Имело место нападение хариджитов на других мусульман Сокотры». Арабский автор аль-Масууди утверждает, что Сокотра является прибежищем пиратов. В XII—XIII веке знаменитый арабский географ Якут аль-Хамави подтверждал, что на Сокотре располагается греческое поселение и убежище пиратов.
Сокотра также упоминается в «Книге чудес света» Марко Поло; Марко Поло нигде не проезжал вблизи острова, но записал сообщение о том, что «жители являются крещёными христианами и имеют епископа», который, как далее поясняется, «не имеет ничего общего с папой в Риме, но подчиняются архиепископу, который живёт в Багдаде», что означало, что они являлись прихожанами Церкви Востока. Он также писал:
Я даю вам слово, что жители этого острова самые искусные в мире колдуны. Это правда, что епископ не одобряет это и упрекает их за колдовство. Но его порицания не имеют никакого эффекта, потому что они отвечают ему, что их предки делали это за долго до них.
Марко Поло также замечает, что на острове развита активная торговля, в которой пираты тоже принимают участие. В XIV веке арабский путешественник Ибн Баттута сообщал, что пираты всё ещё базировались на Сокотре. С середины XV века Сокотра оказалась под властью султанов аль-Катири из Эш-Шихра (Хадрамаут). В конце XV века будущий лоцман Васко да Гамы, «морской лев» из Рас эль-Хаймы Ахмад ибн Маджид, пишет в своей «Книге польз об основах и правилах морской науки», что Сокотра, десятый по значимости остров и населён христианами, потомками греков, население острова составляло на тот момент около двадцати тысяч человек, островом владели шейхи Махры из династии Бану Афрар. Ахмад ибн Маджид также упоминал, что на острове была некая «влиятельная женщина», которая вершила суд среди местных христиан.
В 1503 году на острове побывал, вероятно, первый из западноевропейских капитанов того времени — португалец Диогу Фернандиш Перейра, разбудивший у своих властей интерес к Сокотре.В 1507 году португальский флот под командованием Тристана да Куньи и Афонсу д’Албукерки высадился в столице острова Суке и захватил форт после ожесточенного сражения. Их целью было создать базу в стратегически важном месте на пути в Индию и освободить предполагаемых дружественных христиан от мусульманского ига. Архитектор Томас Фернандес начал строить крепость на берегу моря, форт Сан-Мигель-де-Сокотора. Отсутствие подходящей гавани для зимовки привело к потере многих пришвартованных португальских кораблей, самым важным из которых был галеон «Санто-Антониу» под командованием капитана Мануэля Паиса да Вейги. Бесплодие земли привели к голоду и болезням в гарнизоне, и португальцы покинули остров в 1511 году.
Султаны Махры взяли обратно под свой контроль Сокотру в 1511 году, а жители были постепенно обращены в ислам во время их правления. В 1541—1542 годах на Сокотре по пути в Индию побывал Франциск Ксаверий. В 1541 году португальский адмирал Жуан ди Каштру посетил Сокотру, оставив интересное описание острова, он писал:
Жители Сокотры почитают Евангелие. По их собственному свидетельству, познакомил их с Евангелием блаженный Апостол Фома, благодаря ему, они исповедуют нашу веру. На острове повсеместно много церквей… У островитян те же имена, что и у нас: Пьер, Жан, Андре, женщин у них чаще всего зовут Мария. Почти все носят кресты, и трудно отыскать жителя, который не носил бы крест на груди.
У жителей острова свой собственный образ жизни. У них нет ни короля, ни губернатора, ни прелата, вообще нет никого, кому бы они повиновались и от кого бы получали приказы. Они живут, как дикие звери, у них отсутствует всякая политическая жизнь и правовая организация. На острове нет ни городов, ни крупных поселений. Обитают они в пещерах, иногда в хижинах…

Это красивые люди, они имеют самую привлекательную внешность среди жителей этого региона. Жители Сокотры — прямые, высокого роста, пропорционально сложены. У мужчин лица загорелые. У женщин лица светлее и достаточно красивы. На всём острове не отыскать оружия ни наступательного, ни оборонительного… Мужчины ходят голыми, лишь для приличия надевая небольшие набедренные повязки, которые они называют камболес и которые делают сами.
В середине XVI века Игнатий де Лойола, основатель ордена иезуитов, сообщал, что на острове проводились христианские богослужения, но там не было ни священников, ни монахов. В апреле 1608 года корабль Британской Ост-Индийской компании впервые посещает Сокотру и новую столицу острова Тамариду (Хадибо). Британский купец Уильям Финч в течение трёх месяцев жил на острове, ведя записи о Сокотре. В августе 1615 года Сокотру посещает английский дипломат сэр Томас Роу. В 1737 году капитан де ла Гард-Жазье, командир французской военно-морской экспедиции, направлявшейся в Моха, был удивлён, обнаружив племена сохранивших христианство, живущих во внутренних районах Сокотры, во время пятинедельной остановки на острове. В письме домой он сообщил, что туземцы «из-за нехватки священников сохранили лишь слабые знания о христианстве».
У жителей Сокотры, живших между 650 и 1750 годами, определили Y-хромосомную гаплогруппу J2b1-M205>Y47134. Лишь у одного человека определили Y-хромосомную гаплогруппу J1a2a1a2d2b-Z2324, причём он же отличался от всей остальной выборки и на популяционном уровне. В геномах жителей Сокотры ученые почти не нашли следов генетических связей с Восточной Африкой, несмотря на культурное влияние и аксумское завоевание. Лишь у одного человека они обнаружили митохондриальную гаплогруппу L3h2, которую обычно связывают с Африкой.
В 1800 году Сокотру на короткое время захватывают ваххабиты, которые окончательно уничтожают христианство на этих землях, параллельно разрушив церкви и иные христианские памятники. В 1834 году капитан С. Б. Хейнс (в 1839 он захватил Аден и стал его первым британским губернатором) из морского флота Ост-Индийской компании на исследовательском судне «Палинурус» проводит картографическое исследование Сокотры. Лейтенант Джон Веллстед записывает 236 слов местного языка — это первые знакомства европейцев новейшего времени с живыми новоюжноаравийскими бесписьменными языками (вскоре были открыты махрийский и шхарийский языки в Махре и на островах Куриа-Муриа). Британская Ост-Индская компания разместила гарнизон на Сокотре в том же году в ожидании, что султан Махры проживавший в Кишне на материке, примет предложение о продаже острова. Отсутствие хороших якорных стоянок оказалось такой же проблемой для англичан, как и для португальцев, и новой пароходной линии на маршруте Суэц-Бомбей негде было использовать угольную станцию. Столкнувшись с неожиданным твёрдым отказом султана продавать остров, англичане ушли в 1835 году. Условия пребывания английского гарнизона на острове вследствие эпидемии малярии оказались чрезвычайно тяжёлыми. После захвата Адена англичанами в 1839 году они потеряли всякий интерес к приобретению Сокотры.
23 января 1876 года в обмен на выплату 3000 талеров и ежегодную субсидию султан дал письменное обещание, что «он сам, его наследники и преемники никогда не уступят, не продадут, не заложат или иным образом не отдадут под иностранное владение, кроме как британского правительства, остров Сокотра или любую из его зависимых территорий». Кроме того, он пообещал оказать помощь любому европейскому судну, потерпевшему крушение на острове, и защитить экипаж, пассажиров и груз в обмен на соответствующее вознаграждение. В апреле 1886 года британское правительство, обеспокоенное сообщениями о том, что германский флот посещал различные порты в Красном море и Индийском океане присматривая себе потенциальную военно-морскую базу, решило заключить договор о протекторате с султаном, в котором он пообещал на этот раз «воздерживаться от вступления в какую-либо переписку, соглашение или договор с любым иностранным государством или державой, кроме как с ведома и санкции британского правительства», и немедленно уведомлять британского резидента в Адене о любых попытках другой державы вмешаться в дела Сокотры и её зависимые территории. Помимо этих обязательств, этот договор о превентивном протекторате, призванный прежде всего оградить Сокотру от конкурентов в лице других колониальных держав, оставил султану контроль над островом. В 1897 году судно Peninsular and Oriental Steam Navigation Company «Аден» затонуло после крушения на рифе близ Сокотры, в результате чего погибло 78 человек. Поскольку часть груза была разграблена островитянами, султану напомнили о его обязательствах по соглашению 1876 года.
В начале 1880 года первая исследовательская британская экспедиция, возглавляемая профессором Исааком Бальфуром, прибыла на остров Сокотра. Учёные намеревались собрать коллекции горных пород, животных и растений. Результаты ботанических исследований получились ошеломляющими: за 48 дней на Сокотре обнаружили более 200 видов неизвестных науке растений, часть которых относилась к 20 новым родам. С той поры за островом прочно утвердилась слава ботанического рая, его стали называть «Галапагосами Индийского океана». С 17 декабря 1896 по 12 февраля 1897 года остров посетили британские исследователи Мейбл и Теодор Бент, последовавшие за ботаническими визитами Бейли Бальфура и Швайнфурта в начале 1880-х годов. Их сопровождал молодой англичанин Эрнест Беннетт.
В 1899 году Сокотру посещают участники южноаравийской экспедиции Императорской академии наук в Вене Давид Мюллер и Генри Форбс. Собраны значительные лингвистические материалы, опубликованные впоследствии Мюллером и Максимилианом Биттнером в Вене в 1902—1918 годах. Мюллер с помощью информанта-сокотрийца сделал в Вене первые фонографические записи образцов сокотрийского языка в 1902 году.
В 1938 году в Париже вышел в свет Lexique Soqotri — «Сокотрийский лексикон» Вольфа Леслау (сокотрийско-французский научный словарь, основанный на материалах австрийской экспедиции 1898—1899 годов). Во время Второй мировой войны Сокотра становится зоной повышенного внимания британского командования. В 1941—1944 годы происходила активная деятельность итальянских, японских (I-29) и немецких подводных лодок («муссонные подводные лодки» Дёница) вблизи Сокотры. Ответные действия авиации и флота англичан и других союзников антигитлеровской коалиции. Во время мая-июня 1943 года британцы проводят рекогносцировку, затем организуют на Сокотре пункт авиационного базирования для 621-й и 321-й «Нидерландской» эскадрилий противолодочной авиации (самолёты «Consolidated PBY Catalina» и «Vickers Wellington», личный состав состоял из британцев, австралийцев, канадцев, голландцев), размещают радиоцентр и силы охраны (индийцы, «Хадрамаутский легион»). Пункт базирования был ликвидирован в декабре 1945 года.
В 1956 году Оксфордская экспедиция на Сокотру — первая комплексная научная экспедиция на Сокотру (экспедиция в том числе выпустила свои собственные почтовые марки). В ней принял участие Дуглас Боттинг, вскоре написавший о Сокотре книгу Island of the Dragon’s Blood («Остров драконовой крови»). С декабря 1964 года по февраль 1965 года была проведена британская экспедиция на Сокотру во главе с капитаном Петером Боксхоллом. В 1967 году произошла комплексная британская ближневосточная экспедиция на остров. В октябре 1967 года, после ухода британцев из Адена и Южной Аравии, султанат Махра, а также другие государства бывшего протектората Аден были упразднены. 30 ноября 1967 года в первый день независимости Народной Республики Южного Йемена (с октября 1970 — Народная Демократическая Республика Йемен), представители Национального фронта высадились на Сокотре, и остров стал частью нового государства (последний султан Махры и Сокотры Иса бен Афрар был ранее, в октябре 1967, арестован представителями НФ в Кишне). Вскоре Сокотра и прилегающие острова архипелага стали «мудирией» — районом 1-й Провинции (с 1979 — провинции Аден), но в непосредственном ведении премьер-министра страны.
В 1971—1975 годы на острове начинается дорожное строительство (при содействии программы развития ООН), делаются попытки организовать крупное сельскохозяйственное производство, создаётся система здравоохранения, народного образования и ликвидации неграмотности. В городах Хадибо и Мури основаны средние школы, причём последняя — «Мадрасат Сальмин» — школа-интернат — при поддержке министерства обороны и ВМС НДРЙ. Остров не избежал «социалистических перегибов» — «раскулачивания» крупных собственников и коллективизации рыбаков (вызвавшие «восстание рыбаков» 9 февраля 1971 года), репрессий, которые были осуждены центральной властью в Адене (бывшему первому министру султана Ибрагиму бен Халеду и ещё десяти незаконно репрессированным, расстрелянным по приговору революционного трибунала в 1974 году, на перевале Хейбак поставлен памятник).
Хорошие отношения правительства Южного Йемена к Советскому Союзу позволили советскому военно-морскому флоту использовать архипелаг в качестве базы снабжения и поддержки для своих операций в Индийском океане в период с 1971 по 1985 год. В декабре 1977 года население Сокотры впервые участвовало в альтернативных выборах в Верховный народный совет (парламент) НДРЙ, выбирали из двух кандидатур: мужчины и женщины — на одно место от Сокотры в парламент страны. В 1983 году начали работу сокотрийские экспедиции в рамках совместной советско-йеменской комплексной экспедиции в Хадрамауте и на острове Сокотра (по договоренности с властями Йеменской Республики продолжает действовать). 22 мая 1990 года произошло объединение Северного и Южного Йемена в единую Республику Йемен, Сокотра также стала частью единого Йемена. Со второй половины 1990-х, в соответствии с принятым в государстве административно-территориальным делением страны, архипелаг Сокотра поделён на две «мудирии» (района) — Хадибу и Калансия и Абд-эль-Кури в составе мухафазы Хадрамаут (до этого архипелаг входит в состав мухафазы Аден).
В 2015 году циклон Чапала и циклон Мегх обрушились на Сокотру, причинив серьёзный ущерб инфраструктуре острова, домам, дорогам и электроснабжению. Из-за коллективного воздействия Чапалы и Мегха различные государства — члены Совета сотрудничества арабских государств Персидского залива к 19 ноября направили на остров 43 самолёта с гуманитарными грузами. Объединенные Арабские Эмираты направили корабль и самолёт с 500 тоннами продовольствия, 10 тоннами одеял и палаток и 1200 баррелей продовольствия.
В 2016 году Объединенные Арабские Эмираты увеличили поставки на Сокотру, которая была в значительной степени заброшена и забыта во время продолжающегося вооружённого конфликта. В октябре 2016 года в аэропорту Сокотры приземлился 31-й грузовой самолёт с двумя тоннами гуманитарной помощи. В то время ОАЭ также создали военную базу на острове в рамках интервенции под руководством Саудовской Аравии.
В 2017 году некоторые йеменские политические группировки обвинили Объединённые Арабские Эмираты в мародёрстве, заявив, что эмиратские силы уничтожали флору острова.
29 января 2018 года руководство сепаратистов Южного Йемена на архипелаге заявило о своей поддержке правительства сепаратистов во время междоусобиц Хади в Адене и вокруг него.
30 апреля 2018 года Объединённые Арабские Эмираты в рамках продолжающейся интервенции под руководством Саудовской Аравии в Йемен высадили войска на острове и взяли под контроль аэропорт и морской порт. 14 мая 2018 года на острове также были развернуты саудовские войска, и при посредничестве Объединенных Арабских Эмиратов и Йемена была заключена сделка о совместных военных учениях и возвращении административного контроля над аэропортом Сокотра и морским портом под контроль правительства Йемена.
В мае 2019 года правительство Йемена обвинило Объединенные Арабские Эмираты в высадке около 100 сепаратистских войск на Сокотре, что ОАЭ отрицали, углубляя раскол между двумя номинальными союзниками в гражданской войне в Йемене.
В феврале 2020 года полк йеменской армии, дислоцированный в Сокотре, восстал и присягнул на верность поддерживаемому ОАЭ сепаратистскому Южному переходному совету в Сокотре, отказавшись от поддерживаемого ООН правительства Хади. Южный переходный совет захватил контроль над островом в июне 2020 года.
2 марта 2021 года ОАЭ направили на остров военных чиновников. Примерно в то же время эмираты также направили судно с боеприпасами ополченцам на Сокотре. Подтверждая эту информацию, советник министра информации Йемена Муаммара Аль-Ирьяни Мухтар Аль-Рахби заявил, что это была попытка военной эскалации в регионе.

## Население

### Язык
Остров является родиной семитского языка сокотри, который связан с такими другими современными южноаравийскими языками на материковой части Аравии, как мехри, харсуси, батари, шехри и хобиот, которые стали предметом европейского академического изучения в XIX веке.
Существует древняя поэтическая традиция, и на острове ежегодно проводится поэтический конкурс. Считается, что первой засвидетельствованной сокотранской поэтессой является Фатима аль-Сукутрия IX века, популярная фигура в сокотранской культуре.

### Демография
Сокотрийцы представляют собой результат смешения народов, проживавших и проживающих на территории острова. Среди них арабы с индийцами, эфиопы, греки, португальцы и сомалийцы. Среди сокотрийцев можно выделить три различные этнические и расовые группы:
- Относительная низкорослость выделяется среди жителей побережья и прибрежных равнин. Смуглы, внешне очень похожи на йеменцев или жителей Хадрамаута. Предполагается, что в облике этих жителей преобладает индийский компонент.
- Во вторую группу выделяют темнокожих метисов с признаками негроидной расы. Низкорослы, темнокожи и имеют свойственные неграм курчавые волосы. Данный тип встречается в городах северного побережья острова.
- Третью группу составляют изолированные от жителей других районов горцы. Проживают в западных и восточных горах острова. Они очень крепки, отличаются рослостью, светлой кожей и прямыми волосами. Для данного типа характерна брахицефальность («круглоголовость»), что делает их отличными от арабов на континенте. Внешне могут напоминать европейцев.

Согласно исследованиям Оксфордской экспедиции, сокотрийцы в основном представлены «круглоголовыми», то есть принадлежат к типу людей, ширина головы которых составляет более 80 % её длины. На южном побережье Аравийского полуострова к круглоголовому типу относятся лишь несколько групп — прежде всего жители Махры и Дофара. Они такие же низкорослые, темнокожие с вьющимися волосами. Это свидетельствует о генетическом родстве жителей названных районов. Район Дофара очень напоминает Сокотру. На здешних горах тоже растут благовонные деревья, бедуины Дофара тоже живут в пещерах, собирают финики, пасут овец и коз. Несмотря на расовую неоднородность, жители острова говорят на одном южноаравийском языке сокотри (близок языку махри и эфиосемитским языкам). Арабы с материка его не понимают и даже не могут им овладеть, из-за сложной фонетики языка сокотри.
Почти все жители Сокотры, насчитывающие около 50 000 человек, проживают на главном острове архипелага. Главный город Хадибу (с населением 8545 человек по переписи 2004 года), второй по величине город Куленсия (население 3862 человека) и Кадуб (население 929 человек) расположены на северном побережье острова. Всего около 450 человек живут на Абд-аль-Кури и 100 на Самхе; остров Дарса и островки архипелага необитаемы.

### Религия
Островитяне следовали местным верованиям до 52 года нашей эры, когда Апостол Фома потерпел на Сокотре кораблекрушение, направляясь в Индию. Затем он построил церковь из обломков своего корабля и крестил многих сокотрийцев. После этого христианство стало главенствующей верой острова. Сокотрийцы не захотели следовать доктринам и учениям Вселенских соборов и потому стали несторианами, присоединившись к церкви Востока. Христианство на Сокотре пришло в упадок, когда султанат Махра захватил эти земли в XVI веке, и к тому времени, когда португальцы позже прибыли в том же столетии, население всё ещё оставалось христианским. Издание научного журнала Nature за 1884 год пишет, что полное исчезновение христианства, христианских церквей и иных памятников можно объяснить вторжением ваххабитов на остров в 1800 году. Сегодня единственными остатками христианства являются несколько гравюр I века нашей эры с изображением крестов, несколько христианских гробниц и несколько развалин церквей.

### Генетика
Сообщается, что большинство мужчин, проживающих на Сокотре, принадлежат к подклассу J* гаплогруппы Y-ДНК J. Несколько женских линий, особенно гаплогруппы N мтДНК, уникальны для острова.

## Административное подразделение
Архипелаг ранее образовывал два района мухафазы Хадрамаут:
- район Хадибу с населением 32 285 человек и центром округа в Хабибу состоит из восточных двух третей главного острова Сокотра;
- район Калансия ва Абд-аль-Кури с населением 10 557 человек и центром округа в Калансии состоит из второстепенных островов части архипелага (главный из них — остров Абд-аль-Кури) и западная треть главного острова.

Однако в 2013 году архипелаг был выведен из состава мухафазы Хадрамаут и образовал самостоятельную мухафазу (мухафаза Сокотра), состоящую из двух вышеупомянутых округов.

## Экономика
Основными занятиями жителей Сокотры традиционно были рыболовство, животноводство (овцы и козы) и земледелие, включающее выращивание фиников и разведение ладана и алоэ.
Муссоны долгое время делали архипелаг недоступным с июня по сентябрь каждый год. Однако в июле 1999 года был открыт аэропорт, который сделал Сокотру доступной для внешнего мира круглый год. До начала гражданской войны в 2015 году существовало регулярное сообщение с Аденом, Саной и обратно. Все регулярные коммерческие рейсы совершали техническую остановку в аэропорту Риян-Мукалла. Аэропорт Сокотры расположен примерно в 12 километрах к западу от главного города Хадибу и недалеко от третьего по величине города архипелага Кадуб. Дизельные генераторы обеспечивают широкую доступность электроэнергии на Сокотре. Асфальтированная дорога проходит вдоль северного берега от Калансии до Хадибу, а затем в район Дихамри; и ещё одна асфальтированная дорога от северного побережья на юг через плато Диксам.
Согласно источникам 2012 и 2014 годов, проанализированным проектом критических угроз Американского института предпринимательства, йеменская бригада морской пехоты в то время дислоцировалась на Сокотре в небольших казармах.
Основными экспортными товарами острова являются финики, топлёное масло, табак и рыба.
В конце 1990-х годов была запущена программа развития ООН, направленная на тщательное изучение острова Сокотра. Проект под названием «Socotra Governance and Biodiversity Project» перечислил следующие цели с 2009 года:
- Поддержка местного самоуправления
- Разработка и внедрение инструментов актуализации
- Усиление информационно-пропагандистской деятельности неправительственных организаций
- Направление по сохранению биоразнообразия должно приносить пользу местному населению
- Поддержка рыбохозяйственного сектора и подготовка специалистов

В феврале 2014 года журнал The Economist сообщил, что Сокотра рассматривается в качестве возможного места для программы реабилитации йеменских джихадистов.
Сокотра является домом для компании «Socotra Lottery Solutions», занимающейся опросами и распространением лотерей.

## Транспорт
Общественный транспорт на Сокотре ограничен несколькими микроавтобусами; аренда автомобиля обычно означает наем автомобиля 4WD с водителем.
Транспорт на Сокотре это весьма деликатный вопрос, поскольку строительство дорог на местном уровне считается вредным для острова и его экосистемы. В частности, ущерб был нанесён химическим загрязнением в результате строительства дорог, в то время как новые дороги привели к фрагментации среды обитания.
Единственный порт на Сокотре находится в 5 километрах к востоку от Хадибу. Корабли поддерживают сообщение с портами йеменского побережья и городом Эль-Мукалла. Согласно информации из портов, поездка занимает 2-3 дня и услуга используется в основном для перевозки грузов. Объединенные Арабские Эмираты профинансировали модернизацию порта на Сокотре.
В дипломатической телеграмме США от 2003 года было отмечено, что иранские компании завершили несколько проектов в Йемене, включая строительство взлётно-посадочной полосы аэропорта Сокотра. После того, как в ноябре 2015 года на Сокотру обрушились циклоны, Красный Полумесяц Эмиратов установил систему освещения и построил забор в аэропорту.
Авиакомпании «Yemenia» и «Felix Airways» выполняли рейсы из аэропорта Сокотра в Сану и Аден через аэропорт Риян. По состоянию на март 2015 года из-за продолжающейся гражданской войны с участием ВВС Саудовской Аравии все рейсы на Сокотру и обратно были отменены.
Однако во время развёртывания эмиратских войск и оказания помощи острову было совершено несколько рейсов между Абу-Даби и Хадибу в рамках усилий эмиратов по предоставлению жителям Сокотры доступа к бесплатному медицинскому обслуживанию и предоставлению возможностей для работы.

## Туризм
Аэропорт Сокотры был построен в 1999 году. До этого скромного аэропорта на остров можно было добраться только на грузовом судне. Идеальное время для посещения Сокотры с октября по апрель; в остальные месяцы обычно выпадают сильные муссонные дожди, что затрудняет передвижение туристов в непогоду; рейсы также обычно отменяются. На острове нет ни одного хорошо зарекомендовавшего себя отеля, хотя есть несколько гостевых домов, где путешественники могут остановиться во время своих коротких визитов. Из-за гражданской войны в Йемене, начавшейся в 2015 году, пострадал туризм на острове Сокотра. До 2014 года остров ежегодно принимал более 1000 туристов.
Туризм на остров с годами увеличился, так как многие операторы начали предлагать поездки на остров, который, по утверждению Gulf Today, «станет местом мечты, несмотря на конфликт в стране». В мае 2021 года советник Министерства информации Мухар Аль-Рахби заявил, что ОАЭ нарушают права на остров и планируют контролировать его в течение многих лет. Они осуществляют незаконные поездки для иностранных туристов без получения какого-либо разрешения от правительства Йемена.

## Галерея
- Ландшафты острова Сокотра
- Диксам
- Клинсия
- Вади
- Науджад
- Арьяр